# Rhamphomyia setulosa
Rhamphomyia setulosa är en tvåvingeart som beskrevs av Saigusa 1964. Rhamphomyia setulosa ingår i släktet Rhamphomyia och familjen dansflugor. Inga underarter finns listade i Catalogue of Life.